# Bettina Soriat
Bettina Soriat, född 16 mars 1967 i Linz, är en österrikisk sångerska, skådespelerska, koreograf, dansare och komiker.
Soriat fick sitt musikaliska genombrott som medlem i tjejgruppen Three Girl Madhouse, som fick en hit med låten Always Gonna be Around you 1990.
1991 deltog gruppen i den österrikiska uttagningen till Eurovision Song Contest och kom på 9:e, och näst sista plats, med bidraget 1001. De deltog åter i uttagningen 1994 och kom då på 2:a plats med bidraget Solitaire. 1996 var Soriat tillsammans med bl.a. Stella Jones körsångerska bakom George Nussbaumer, då denne framförde bidraget Weil's dr guat got i Eurovision Song Contest det året. 1997 representerade hon själv Österrike i tävlingen med bidraget One Step, som slutade på 21:a plats med 12 poäng. 2003 deltog hon i den österrikiska uttagningen som körsångerska bakom Sabine Neibersch.
Soriat har även varit verksam som musikalartist och medverkat i uppsättningar av bl.a. Robin Hood (1991), Rocky Horror Picture Show (1993), Sweet Charity (1994), Grease (1995) och Blondel (1996).
Soriat har även sjungit med gruppen Die Kranken Schwestern.